# Yusuhara
Yusuhara (檮原町, Yusuhara-chō) est un bourg du district de Takaoka, dans la préfecture de Kōchi, au Japon.
Au 1er novembre 2015, la population s'élevait à 3 746 habitants répartis sur une superficie de 236,45 km2.